# Верхняя Берёзовка (Улан-Удэ)
Верхняя Берёзовка (бур. Дээдэ Онгостой Бага Хороо) — микрорайон Железнодорожного района города Улан-Удэ, Бурятия.

## География
Находится на севере города Улан-Удэ, среди гор, в сосновом лесу. Через микрорайон проходит дорога регионального значения Улан-Удэ—Баргузин—Курумкан и протекает речка Верхняя Берёзовка, по имени которой назван микрорайон.

## История
13 июня 1773 года по дороге в Свято-Троицкий Селенгинский монастырь из Нерчинского Успенского монастыря умер иеромонах Арсений. По ошибке считалось, что это был Арсений (Мацеевич) — бывший митрополит Тобольский и Сибирский. На месте его кончины была построена часовня во имя иконы Божьей Матери Споручница Грешных.
В 1820-е купец Г. А. Шевелёв завёл на своей заимке опытное хозяйство.
В первой половине XIX века купцом Митрофаном Курбатовым был построен по речке Верхней Берёзовке стекольный завод.
У речки Верхней Берёзовки у хребта располагались владения сибирских помещиков Железняковых. 1 октября 1863 года на даче отставного коллежского асессора Фёдора Железнякова была освящена часовня во имя Покрова Пресвятой Богородицы.
В конце XIX века местность Верхняя Берёзовка стала дачным посёлком зажиточных верхнеудинцев. Здесь находились сенокосные поливные луга и пахотные земли, отдаваемые городскими властями жителям в аренду. В начале 1900-х годов вышло постановление Верхнеудинской городской думы «о запрещении вырубки и порчи в городских дачах сырорастущих деревьев». По оценочной ведомости недвижимого имущества города количество дач насчитывалось более 20. В 1920—1930-е годы бывшие дачи использовались для размещения пионерских лагерей и санаториев.
24 мая 1925 года на воскреснике началось строительство аэродрома за горой Белая глинка по старому читинскому тракту, рядом с часовней и государственной конюшней. 1 августа 1926 года открылась авиатрасса Верхнеудинск — Урга — первая международная авиалиния СССР.
В 1931 году начинается строительство нового аэродрома на левобережье реки Селенги. После завершения строительства на месте бывшего аэродрома открылся республиканский ипподром.
Весной 1937 года начал работать Мичуринский опорный пункт. Был заложен питомник яблонь и ягодных кустов, сад на площади 10 гектаров.
19 августа 1968 года открылся Этнографический музей народов Забайкалья.
В 1990 году открылась клиника Центра восточной медицины.

## Инфраструктура
- Этнографический музей народов Забайкалья
- Детский парк
- Дацан Хамбын Хурэ
- Дачи